# 鷲津毅堂
鷲津 毅堂（わしづ きどう、文政8年11月8日（1825年12月17日） - 明治15年（1882年）10月5日）は、日本の学者、武士・尾張藩儒者、官吏。諱は宣光（のりみつ）。通称は郁太郎、貞助、九蔵。
曾祖父幽林は儒者。二女恆は永井久一郎に嫁いだ。童謡歌手の小鳩くるみとしても活動した文学研究者の鷲津名都江は毅堂の弟・蓉裳の曾孫にあたる。毅堂の生涯は、外孫（久一郎の子）たる永井荷風による『下谷叢話』に詳しく述べられている。

## 略年譜
- 1825年 - 尾張国丹羽郡丹羽村（現在の愛知県一宮市丹羽）出身　鷲津家は代々郷士だった[3]
- 1845年 - 江戸の昌平黌に学ぶ
- 1867年 - 御物頭格に座席を進められ明倫堂督学に任ぜられる
- 1868年 - 御広敷用人を仰付けられ御小納戸頭取を兼ねる､京師に新設せられた総裁局の徴士[4]に抜擢される
- 1869年 - 大学校少丞､陸前国登米県の権知事に任ぜられる
- 1871年 - 司法省出仕を命ぜられ宣教判官に任ぜられる
- 1881年 - 東京学士会院会員となる
- 1882年 - 没する。墓所は谷中霊園。
- 1915年 - 正五位を追贈された[5]。

## 人物像
毅堂は小柄ですこし前へかがんで歩む癖があった。面長で額は広く、目は大きくまゆは濃かったので壮年の頃には「白井権八」と綽名をつけられたほどの美男子であった。言語には尾張の国訛りがなく、純然たる江戸弁だったという。三島中洲のつくった碑文には｢君は龐眉（ほうび）　隆準（りゅうじゅん）、孱然（せんぜん）タル虚弱、容（かたち）は常人を踰（こ）エズ」としてある。また､軽々しく人と交を結ばず､その門に来って教を受けようとするものがあっても、その人物を見た後でなければ、弟子たること許さなかった。

## 系譜
- 鷲津氏
三島中洲が撰した石碑の文には「系ハ県主稲万侶ニ出ヅ。稲万侶の後裔二郎左衛門嬢尉直光知多郡鷲津ノ地頭ト為ル。因（よつ）テ氏トス。数世の孫甚左衛門諱繁光従（うつ）ツテ今ノ邑ニ居ル。コレ君ガ9世ノ祖タリ。」とある。
『尾張名所図会』後篇巻の七丹羽郡のくだりには「当村に鷲津氏なる人あり。もと美濃国の太守土岐美濃守頼芸の末葉なり。天文十一年斎藤氏に侵されこの地に来り蟄（ちつ）す。それより数代を経て寛政年間の主を幽林といひ博学多材にして門生多く一時に名をなせり。」とある。
下谷の鷲津家に蔵せられている系図には「丹羽郡爾波神社及び中島郡太神社の神体なる仲臣子上命（なかのおみこがみのみこと）をその始祖となし、子孫連綿として塁世丹羽郡の領司または大領となった。…貞観五年八月大領司に補した好蔭より三世の孫俊行が初めて鷲津氏を以て姓となした。…鷲津九蔵宗範が天正十三年八月越中の国の合戦に前田利家に従い、深手を蒙り後に志津ヶ岳の戦に手柄をなした。九蔵宗範の後裔を鷲津長右衛門光敏という。長右衛門光敏の後に同じく長右衛門光敏と名付けられたものが二代つづいてその次男に学者の鷲津幽林がいる。幽林の曾孫が毅堂である。
三島中洲が撰した碑文と『尾張名所図会』の記事及び下谷の鷲津家系譜の三種を比較すると各異同がある[7]。

- 二女 恆 - 永井久一郎の妻となる
- 三女 誉津 - 永井威三郎の妻となる